# Iridio nativo
L'iridio nativo è un minerale composto da iridio (Ir), osmio (Os) e rutenio (Ru). La definizione dell'Associazione Mineralogica Internazionale (IMA) adottata nel 1991 classifica con questo nome le leghe di iridio, osmio e rutenio cristallizzate secondo il sistema cubico che contengono iridio come elemento più abbondante.

## Sinonimi
I minerali chiamati osmiridio e rutenosmiridio definiti inizialmente come specie a sé stanti, dal 1991 ricadono sotto la definizione di iridio nativo.

## Morfologia
L'iridio nativo si rinviene in cristalli informi dispersi in una matrice.

## Origine e giacitura
L'iridio nativo si forma per dissoluzione dalle particelle contenute nelle leghe di ferro e platino.

## Varietà
Il platiniridium era conosciuto come specie a sé stante ma, con la ridefinizione del 1991, rientra nella definizione dell'iridio nativo come varietà ricca di platino.